# Zavreliella marmorata
Zavreliella marmorata is een muggensoort uit de familie van de dansmuggen (Chironomidae). De wetenschappelijke naam van de soort is voor het eerst geldig gepubliceerd in 1859 door Frederik Maurits van der Wulp. De soort heeft een bijna kosmopolitische verspreiding, en is meerdere keren onder een andere naam opnieuw beschreven en benoemd. In Noord-Amerika is het regelmatig voorgekomen dat de soort werd gedetermineerd als Chironomus varipennis Coquillett, 1902. Bestudering van het holotype van deze soort door Friedrich Reiss in 1990 leerde echter dat dit een soort uit een ander geslacht is, hoewel voor hem onduidelijk welk.

## Synoniemen
- Chironomus clavaticrus Kieffer, 1913[2]
- Polypedilum cristatum Kieffer, 1913[2]
- Zavreliella cribraria Kieffer, 1918, nomen novum voor Tanytarsus flexilis Bause, 1913 non Chironomus flexilis Linnaeus, 1758[2]
- Polypedilum fuscoguttatum Kieffer, 1922[2]
- Chironumus annulipes Johannsen, 1930[2]

## Misidentificaties
- Chironomus varipennis auct. non Chironomus varipennis Coquillett, 1902[2]